# アッシュルバニパルの図書館
アッシュルバニパルの図書館（アッシュルバニパルのとしょかん）は、古代メソポタミア地方にあったアッシリア帝国の最後の有力な王、アッシュルバニパルにちなんでこの名前で呼ばれている文書のコレクションで、様々な言語で書かれた紀元前7世紀のあらゆる種類の文書が記された粘土板と断片は、計30,000点以上に及ぶ。この中には、有名な『ギルガメシュ叙事詩』が含まれている。
現代の歴史家は、アッシュルバニパルの図書館から古代オリエントの人々に関する情報を数多く得ている。H・G・ウェルズは著書『世界史大系(Outline of History)』において、この図書館を「世界で最も貴重な歴史史料の源」としている。
アッシュルバニパルの図書館は北メソポタミア、現在のイラク北部のモースル市の近郊にあるクユンジク（古代のニネヴェ、アッシリアの首都）の遺跡で発見された。

## 発見
アッシュルバニパルの図書館の発見はオースティン・ヘンリー・レヤードの考古学的成果とされている。大部分の粘土板はイギリスに運ばれ現在では大英博物館に収蔵されている。ただし、1849年末に最初に発見されたものは、ニネヴェのセンナケリブ王（在位：前705年-前681年）の王宮（いわゆる南西宮殿）から出土したものであった。
その3年後、レヤードの助手であったホルムズド・ラッサムが、クユンジクの丘の反対側にあるアッシュルバニパル王（在位：前668年-前627年）の王宮で同様の図書館を発見した。残念ながら、これらの発見がどのようになされたのかは記録されておらず、両方の遺構で発掘された粘土板は、ヨーロッパに到着して間もない段階で取り返しがつかない程にごちゃ混ぜになっており、他の遺跡から発見された粘土板も混入してしまったと見られている。従って、今日ではセンナケリブとアッシュルバニパルの図書館それぞれの元の収蔵品を完全に復元するのはほぼ不可能である。

## 収蔵品
アッシュルバニパルは頑強な軍人として知られていたが、識字能力を持ち熱心な文書・粘土板の収集家としても知られていた。文書収集の最中、彼はメソポタミア全域の都市と教育拠点に向けて、その地域の文書化された作品全ての複写を送るように指示を書き送った。彼は書記見習いとしてアッカド語とシュメル語を習得し、新アッシリア帝国の全地域に古代の文書を集めるために書記を派遣した。また、文書（主としてバビロニアで得られたもの）の写本を作るために学者と書記を抱えていた。

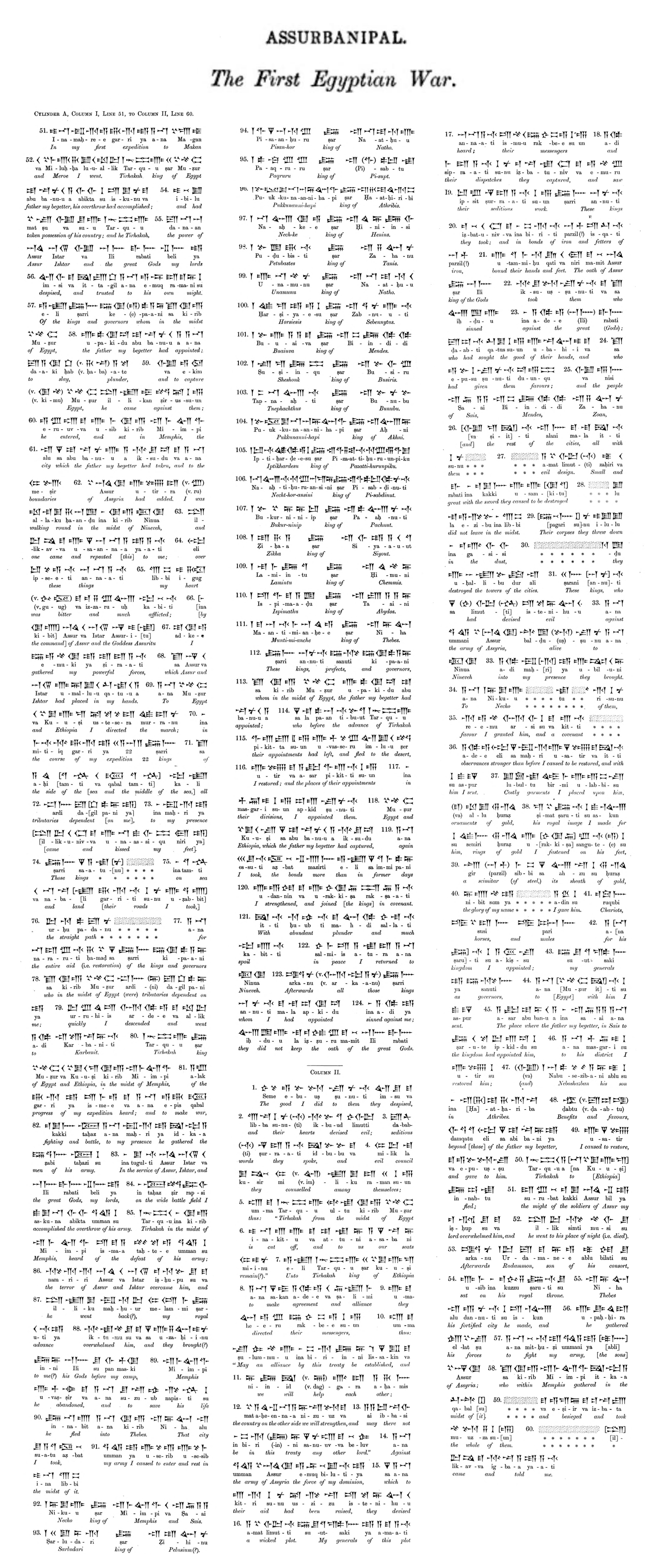
エジプト王タハルカに対するアッシュルバニパルの遠征の記録（アッシュルバニパルのラッサム円筒碑文の楔形文字文書の英訳）

アッシュルバニパルは図書館の文書収集のために、戦争で略奪もした。その残酷さが敵に知られわたっていたことから、アッシュルバニパルはバビロニアおよびその周辺地域から恫喝によって文書を得ることもできた。アッシュルバニパルは占い文書の収集に強い関心を抱いており、それが彼を図書館のための文書の収集に駆り立てる動機の一つになっていた。元々の目的は恐らく「王権維持のために重要な儀式と呪文を獲得すること」であった。
アッシュルバニパルの図書館にあったバビロニアの文書は2つの異なるグループに分類できる。卜占、宗教、語彙、医療、数学、そして歴史、叙事詩、神話文書といった文学作品群のグループと、法律文書のグループである。法律文書のグループは手紙、契約、そして行政文書で構成され、1128点のバビロニアの粘土板およびその断片からなる。文学作品のグループは1331点の粘土板と断片からなるが、これらはさらに、一連の様々な前兆の文書とその注釈のようないわゆる図書館文書（library texts）759点と、卜占の報告や神託の問い合わせのようないわゆる記録文書（archival texts ）に分けることができる。
古代バビロニアの詩的作品の傑作『ギルガメシュ叙事詩』、創世物語『エヌマ・エリシュ』、原初の人アダパの神話、ニップルの貧者などの物語はこの図書館で発見された。
文学作品群の別のグループは語彙文書と文字リストである。異なる粘土板の20の断片があり、古い楔形文字がsyllabary Aに従って並べられており、もう一方はsyllabary Bに従って並べられている。アッシュルバニパルの図書館にいたアッシリア人の書記たちは古い碑文を読むために文字リストを必要としており、こうしたリストの大部分はバビロニア人の書記によって書かれた。ニネヴェのバビロニア文書の別のグループは叙事詩、神話、歴史に関するものであり、それぞれ全体の1.4パーセントを占める。ニネヴェで出土したとされている数学文書はただ1点のみである。
これらは主としてアッカド語で書かれた楔形文字文書である。しかしながら、その多くは正確な由来についての記録がなく、それが作成された元の場所を正確に特定することは困難である場合が多い。多くはバビロニアの文書であることは確かであるが、アッシリア人の手で書かれたものも数多く存在することがわかっている。
この粘土板文書群は多くの場合、特定の形状規格に従って編纂された。四角形の粘土板には金融取引が、円形の粘土板には農業の情報が記録された（この時代、木や蝋板などにも文書が書かれた）。粘土板は政府、歴史、法律、天文、地理など、内容ごとに分類され異なる部屋に保管された。これらの種別は色、または簡単な説明文、時には「インキピット」や文書最初の数語で判別できるようになっていた。
ニネヴェはバビロニア人、スキタイ人、メディア人（古代イラン人の一派）の連合軍によって前612年に破壊された。アッシュルバニパルの宮殿もその最中に焼かれたと考えられており、この図書館も大火に見舞われたに違いない。結果として粘土板文書群は部分的に焼成されることになった。基本的には破壊活動であったこの出来事が、結果的には粘土板を後世に残す一助となった。有機物である蝋板に刻まれていたであろう一部の文書は失われたと見られる。
大英博物館のコレクションのデータベースにあるニネヴェの図書館コレクション全体の中には、30,943点の粘土板（tablets）が登録されている。大英博物館の評議員会（Trustees）はアッシュルバニパル図書館プロジェクト（the Ashurbanipal Library Project）の一環として目録の更新版の発行を提案している。もし、同一の文書に属する小断片の全てを差し引いた場合、この「図書館」には元来、全部で10,000点ほどの文書が存在していたかもしれない。しかしながら、この元々の図書館文書には羊皮紙の巻物、蝋板、そして恐らくはパピルス文書が含まれていたと思われ、現存する粘土板文書群より遥かに多様な知識が保管されていた。アッシュルバニパルの図書館の蔵書の大部分は、粘土板文書ではなく書板で構成されていた。

## アッシュルバニパル図書館プロジェクト
2002年から大英博物館は、タウンリー・グループ（the Townley group）の資金提供を受けモースル大学と共同で、アッシュルバニパルの図書館の遺物の目録を編纂している。この図書館目録プロジェクトの目標は文書および画像（楔形文字の翻字、手作業の書写、翻訳、そして高精細画像など）によって可能な限り詳細にこの図書館を文書化することにある。プロジェクトは3ステージに分かれ、成果は2003年、2004年、2014年に公開された。ハンブルク大学で古代オリエント、ヒッタイト学、エジプト学を研究するジャネット・C・フィンク（Jeanette C. Fincke）博士は第1、第2ステージに深く関与し、バビロニア文書の3500個の粘土板の権威あるリストを編纂した。
第2ステージでは、フィンクはニネヴェの複数の天文学文書をまとめた。第3ステージはリーケル・ボーガー教授（Riekel Borger、目録編纂途中の2010年12月、死去）とアンドリュー・メロン財団の協力を得て2009年から2013年にかけてジョン・テイラー（Jon Taylor）の指揮で行われた。このステージでアッシュルバニパルの図書館の全ての粘土板の高解像度デジタル画像が作成された。各々の画像は3次元の粘土板を仮想2次元で表現することを可能にする14枚の画像を使用して作られている。これらの画像はthe Cuneiform Digital Library Initiative（楔形文字デジタルライブラリー計画）のウェブサイトと大英博物館コレクションのオンラインサイトで公表されている。
この目録は未だ更新を続けている。これはState Archives of Assyria（公的アッシリア文書集（フィンランド））、Cuneiform Commentaries Project（楔形文書解説プロジェクト）、Digital Corpus of Cuneiform Lexical Texts（楔形文字辞書文書デジタルコーパス）、新アッシリア時代の王碑文など、複数の協力機関およびプロジェクトからの資料提供によって可能となった。

## 重要な粘土板と円筒の一覧
- アゼカフ碑文（英語版）
- エサルハドンとテュロスのバアルとの条約（英語版）
- ニムルドの粘土板 (K.3751)（英語版）
- サルゴン2世の角柱A（英語版）
- アンミ・ツァドカの金星粘土板（英語版）
- ギルガメシュ叙事詩
- エヌマ・エリシュ
- ラッサム円筒形碑文（英語版）[8]
- K.3364

アッシュルバニパルの図書館の粘土板および円柱
- 『ギルガメシュ叙事詩』の一部を含む粘土板（大洪水（英語版）が書かれた第11書板。現在は大英博物館のコレクションの一部）。
- 占星術の予言を書いたアンミ・ツァドカの金星粘土板（英語版）]。大英博物館の収蔵番号K.160 。
- 類語表。大英博物館収蔵番号K.4375
- 10面からなるアッシュルバニパルのラッサム円筒形碑文（英語版）。大英博物館収蔵[8]。
- センナケリブの角柱。バビロンの破壊（英語版）で頂点に達した彼の遠征記録を含んでいる。大英博物館 (BM91302)。

## 参考ウェブサイト
- Fincke, Jeanette C. (2003年12月5日). “Nineveh Tablet Collection”.   Fincke.uni-hd.de. 2011年12月29日時点のオリジナルよりアーカイブ。2012年5月30日閲覧。
（『ニネヴェの粘土板コレクション』（著：ジャネット・C・フィンケ））
- Mark, Joshua J.  (2009年). “Ashurbanipal” (英語). World History Encyclopedia.   World History Publishing. 2021年10月28日閲覧。
（『アッシュルバニパル』（ジョシュア・Ｊ・マーク、2009年、世界史百科事典（電子版）））
- Robson, Eleanor (2010年). “Assurbanipal's Library” (英語). Higher Education Academy. 2012年7月24日時点のオリジナルよりアーカイブ。2023年8月20日閲覧。
（『アッシュルバニパルの図書館』（著：エレノア・ロブソン、2010年、ウェブサイト『より高度な教育アカデミー』に収録。現在はアーカイブのみ））
- The British Museum (2020年). “What was Ashurbanipal's Library?” (英語). 2023年8月21日閲覧。
（『アッシュルバニパルの図書館とは何か？』（大英博物館））
- The British Museum (2018年). “Rassam cylinder” (英語). 2023年2月閲覧。
（『ラッサム円筒形碑文』（大英博物館））
- The British Museum. “The Sennacherib Prism” (英語).   サイト設置者. 2023年2月閲覧。
（『センナケリブの角柱』（大英博物館））